# Myophiomys
Myophiomys — вимерлий рід гризунів з Африки (Уганда, Кенія). Містить вид Myophiomys arambourgi Lavocat, 1973.
Зубна формула: 1.0.1.3/1.0.1.3. Види Afrocricetodon songhori, Protarsomys macinnesi, Myophiomys arambourgi подібні до сучасного малагасійського виду Macrotarsomys ingens, зуби якого брахіодонтні та бунодонтні. У виду Myophiomys arambourgi горбки стиснуті та з’єднані чіткими гребенями, які нижчі за головні горбки, що відрізняє його від M. ingens, P. macinnesi, A. songhori.